# Shaane Fulton
Shaane Hazel Fulton (* 3. Oktober 2000 in Nelson) ist eine neuseeländische Bahnradsportlerin, die auf Kurzzeitdisziplinen spezialisiert ist.

## Sportlicher Werdegang
Fulton wuchs im Norden der neuseeländischen Südinsel auf; sie ging in Richmond zur Schule und trainierte im benachbarten Nelson. Mit dem Bahnradsport begann sie im Alter von fünf Jahren. Ihre Eltern waren die Radsportler Dean und Karen Fulton; ihre Mutter war 2009 neuseeländische und ozeanische Vizemeisterin im Straßenrennen.
Als Juniorin war Fulton zweimal Landesmeisterin im Sprint und dreifache Ozeanien-Meisterin, im Sprint, Keirin und Zeitfahren. Sie nahm für Neuseeland an den Bahnradsport-Weltmeisterschaften der Junioren 2017 und 2018 teil.
In die Elite aufgerückt, gewann Fulton 2020 und 2021 sechs neuseeländische Meistertitel in den Kurzzeit-Disziplinen. Sie wurde nicht für die Olympischen Spiele von Tokio ausgewählt, aber in das Entwicklungsteam für den nächsten olympischen Zyklus aufgenommen. Im Oktober 2021 verletzte sie sich im Training an der Hüfte, benötigte eine Operation und fiel 2022 weitgehend aus. Ihren ersten größeren internationalen Wettkampf in der Elite hatte sie daher erst bei den Bahnradsport-Weltmeisterschaften 2023. Im Nations Cup 2024 war sie mit der Teamsprint-Mannschaft Dritte im Lauf von Adelaide. 2023 und 2024 fügte sie ihrem Palmarès fünf weitere Landesmeister-Titel hinzu, wobei sie mit 33,478 s einen neuen Landesrekord im Zeitfahren aufstellte.
Bei den Olympischen Spielen 2024 in Paris gewann Fulton zusammen mit Rebecca Petch und Ellesse Andrews die Silbermedaille im Teamsprint.

## Erfolge
2016
 Ozeanien-Meisterschaften 2017 – Teamsprint (Junioren; mit Sophie-Leigh Bloxham)
 Ozeanien-Meisterschaften 2017 – Sprint (Junioren)
2017
 Neuseeländische Meisterin – Sprint (Junioren)
 Ozeanien-Meisterin 2018 – Sprint, Keirin, Zeitfahren (Junioren)
2018
 Neuseeländische Meisterin – Sprint (Junioren)
2019
 Ozeanien-Meisterschaften 2020 – Zeitfahren
2020
 Neuseeländische Meisterin – Keirin, Zeitfahren, Teamsprint (mit Jaymie King)
2021
 Neuseeländische Meisterin – Sprint, Keirin, Zeitfahren
2023
 Neuseeländische Meisterin – Sprint, Keirin
2024
 Ozeanien-Meisterschaften – Sprint, Zeitfahren, Teamsprint (mit Sophie De Vries und Rebecca Petch)
 Neuseeländische Meisterin – Sprint, Zeitfahren, Teamsprint (mit Olivia King und Rebecca Petch)
 Olympische Spiele – Teamsprint (mit Rebecca Petch und Ellesse Andrews)
2025
 Ozeanien-Meisterin – Teamsprint (mit Olivia King und Ellesse Andrews)
 Ozeanien-Meisterschaften – Zeitfahren
 Ozeanien-Meisterschaften – Sprint, Keirin